# Fort St Leonardo

Britische Küstenbefestigungen auf Malta, Nordostteil, Skizze

Das Fort St Leonardo (auch Fort San Leonardo, Fort Leonardo oder Fort San Anard) ist eine Befestigungsanlage auf Malta. Es wurde 1875 zur Zeit der britischen Herrschaft über die Inseln erbaut. Es befindet sich an der Nordostküste der Insel ca. 4,6 km südöstlich von Fort St Elmo und 6,6 km nördlich von Delimara Point. Fort St Leonardo ist ein nahezu vollständig erhaltenes Beispiel für die Küstenbefestigungen gegen Ende des 19. und zu Beginn des 20. Jahrhunderts.

## Vorgeschichte

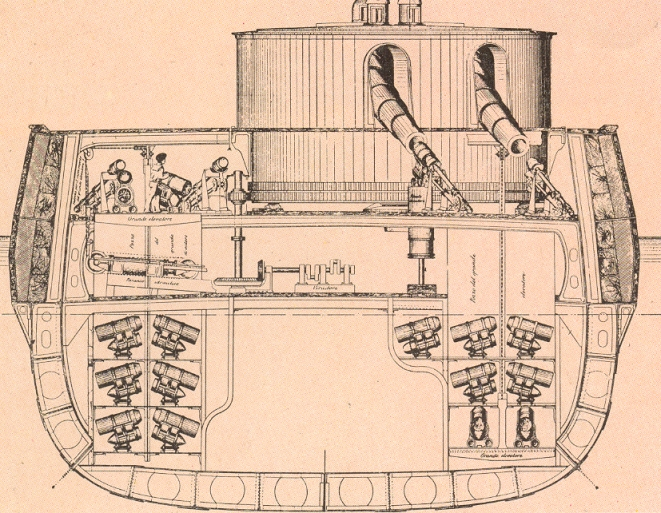
Schlachtschiff Duilio, Regia Marina Italia

Unmittelbar nach der Übernahme der Inseln durch die Briten im Jahre 1800 wurden die vom Johanniterorden erbauten Befestigungen nahezu unverändert genutzt. Im Einklang mit den damaligen militärtheoretischen Vorstellungen wurde die im Mittelmeer operierende Royal Navy als zuverlässigster Schutz gegen eine Invasion der Inseln angesehen. Die Situation änderte sich jedoch mit der Zusammenfassung der Flotten Sardiniens, der Bourbonen, Siziliens und des Kirchenstaates am 17. November 1860 und der Gründung der Regia Marina Italiana am 17. März 1861. Die einsetzende Aufrüstung der italienischen Flotte wurde von den Briten als Bedrohung ihrer beherrschenden Rolle im Mittelmeerraum empfunden. So legte die Regia Marina 1873 die Schlachtschiffe Caio Duilio und Enrico Dandolo auf Kiel. Ausgerüstet mit je vier 450-mm-Kanonen und stark gepanzert, waren sie 15 Knoten schneller als die britischen Schiffe jener Epoche. Gleichzeitig wurde durch die Einführung Granaten verschießender Kanonen die Artillerie revolutioniert.
Die sich abzeichnende Entwicklung machte deutlich, dass die Befestigungen auf Malta verstärkt werden mussten. Nach der Sicherung der Zugänge zu den Häfen mit der Rinella und Cambridge Battery und der Verstärkung der Befestigungen im Gebiet des Grand Harbour hatte die Sicherung der relativ flachen und damit für Landungen gut geeigneten Nordküste höchste Priorität. Zwischen 1872 und 1878 wurde hier eine Reihe von Forts errichtet. Das Fort San Leonardo ist Teil dieser Befestigungslinie und bildete seine rechte Flanke. In einer Entfernung von ca. 2,5 km in nordwestlicher Richtung befand sich der nächste Punkt der Linie, Fort San Rocco.
Colonel William Jervois schlug in seinem Memorandum vom 23. Juni 1866 den Bau einer Batterie an dieser Stelle vor. Die Anlage war eine von vier anzulegenden Batterien, die die Zugänge zum Grand Harbour verteidigen sollten. Jede dieser Batterien sollte mit zwei RML 23 ton guns ausgerüstet werden. Im Jahr 1872 sahen die Planungen den Bau eines sechseckigen Forts vor. Die Anlage wurde als Fort Tombrell bezeichnet. Im gleichen Jahr änderte das defence committee den Namen auf Fort St. Leonardo. Vorgesehen war nun die Einrüstung von drei RML 11inch 25 ton guns. 1879 wurde die Einrüstung einer vierten Kanone dieses Types an der rechten Flanke des Forts vorgesehen, da sich nach den ursprünglichen Planungen ein toter Winkel ergeben hatte.

## Aufbau

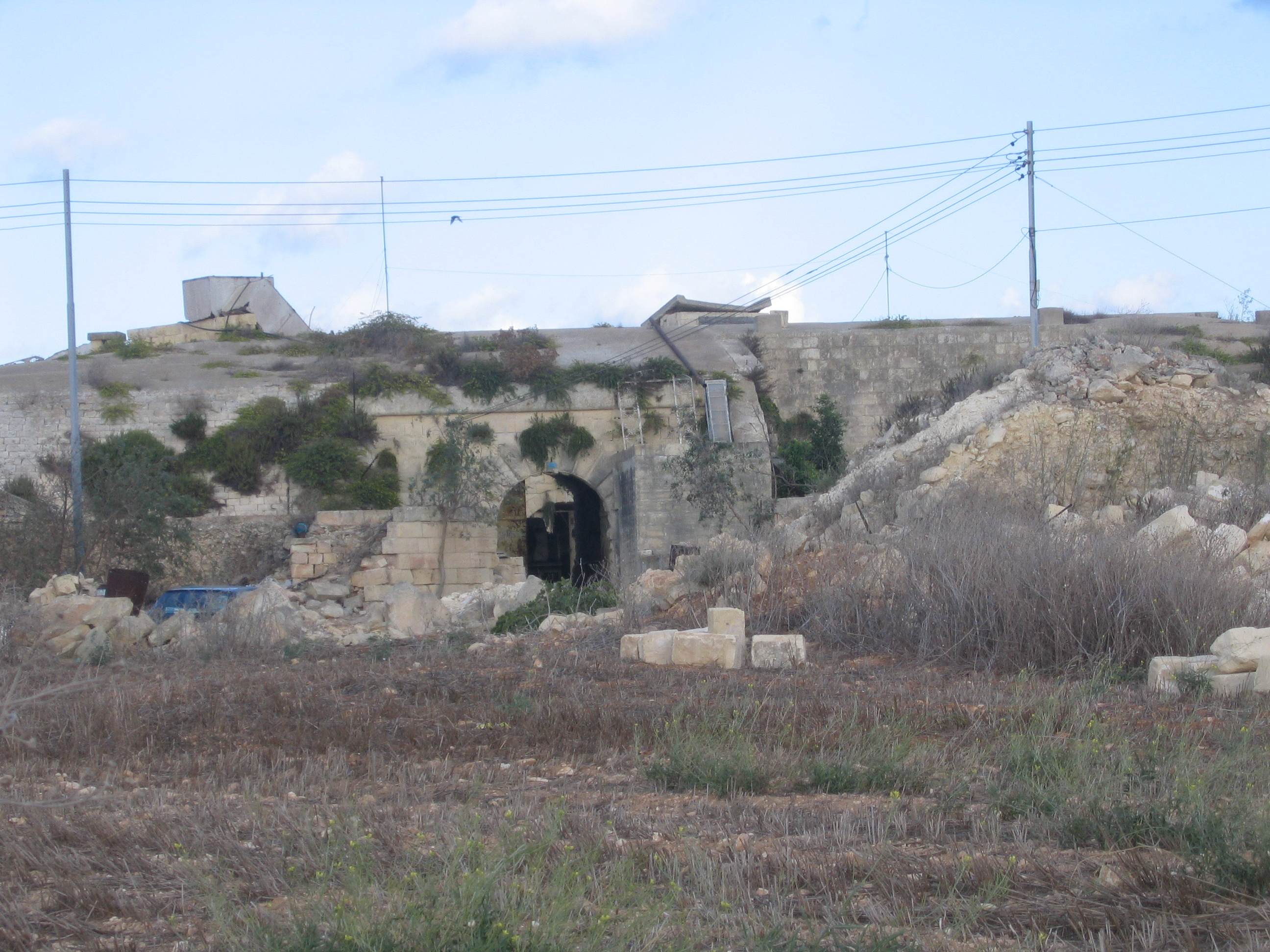
Fort St Leonardo von der Landseite gesehen

Fort St Leonardo, Skizze

Die Anlage wurde 1878 fertiggestellt. Das Fort selbst hat einen annähernd dreieckigen Grundriss, die Schenkel des Dreiecks sind ca. 170 m lang. Das gesamte Fort ist von einem ca. 6–7 m breiten Graben umgeben. Im Graben selbst befanden sich zwei Grabenstreichen. Die Mauern bestanden ursprünglich aus Bruchstein und wurden später durch Beton verstärkt. In der seeseitigen, rund 213 m langen Mauer befanden sich feste Feuerstellungen für insgesamt sechs Geschütze der Küstenartillerie. Während diese Mauer extrem stark war, wurden die anderen Seiten dünner ausgeführt. Der Zugang zum Fort befand sich an dessen Südseite. Innerhalb des äußeren Forts liegt in der südwestlichen Ecke ein weiteres, inneres Fort, das als Keep bezeichnet wurde. Der Keep lag höher als der Rest der Anlage und war von dieser durch einen Graben getrennt, der durch zwei Kaponniere geschützt war. Dem Keep war landseitig eine lange Flesche vorgelagert, auf der Feldgeschütze aufgestellt werden konnten, um die Landseite des Forts zu schützen. Der Zugang befand sich auf der Westseite der Anlage. Er erfolgte über eine Zugbrücke und war durch einen Ravelin geschützt.
Zunächst wurden im Fort vier Kanonen des Typs RML 11 inch gun aufgestellt. Diese Kanonen waren zwar noch Vorderlader, das Rohr wies aber bereits Züge auf. Damit konnten Schussweite und Zielgenauigkeit gegenüber den bisher verwendeten Glattrohrkanonen signifikant gesteigert werden. Da die Kanonen von vorn geladen wurden, konnten sie nur offen, über der Brüstung der umgebenden Wälle aufgestellt werden. Dadurch war die Bedienung der Kanone und das Geschütz selbst gegen feindlichen Beschuss kaum geschützt. Die Geschützstellungen waren asymmetrisch im linken Bereich des Forts angeordnet. Diese Bewaffnung wurde durch vier RML 64 pounder 64 cwt Gun auf Verschwindlafetten, drei RML 40 pounder gun auf als Counterweight Carriage bezeichneten Verschwindlafetten, zwei Feldkanonen auf der Flesche, vier leichte Mörser und vier SBBL 32 pounder in den Kaponnieren und Grabenstreichen ergänzt.
Die Küstenbefestigungen im nordöstlichen Teil der Insel wurden 1882 durch Żonqor Battery und 1889 durch die Delle Grazie Battery verstärkt.
Ab den achtziger Jahren des 19. Jahrhunderts wurden in den britischen Küstenbefestigungen die Vorderladerkanonen durch Hinterladergeschütze ersetzt. Im Juli 1884 sah man die Umrüstung von Fort St Leonardo auf zwei BL 6 inch gun vor. Diese Planungen wurden jedoch nicht umgesetzt.
Als größter Nachteil der Anlage hatte sich mittlerweile der Keep herausgestellt. Er lag höher als die Anlage und war damit exponiert feindlichem Feuer ausgesetzt. Nicholson und Goodenough schätzten 1888 ein, das eine Bewaffnung des Keeps praktisch unmöglich war. Da der Zugang nur über eine Wendeltreppe erfolgte, hätte die Bewaffnung permanent installiert werden müssen. Ein weiterer Nachteil waren die senkrecht gemauerten Bonnetten in den Geschützstellungen. Dabei handelt es sich um einen erhöhten Teil der Brustwehr, der eigentlich die Geschütze und ihre Bedienungen in den Stellungen schützen sollte. In St Leonardo waren die Bonnette ungefähr 2,4 m höher als die Brustwehr und boten von See ein auffälliges Ziel. Außerdem bestand bei Treffern die Gefahr, das Teile der Bonnetten absplitterten und die Geschützbedienungen zusätzlich gefährdeten.
Im Fort San Leonardo wurden im November 1898 zwei zusätzliche Kanonen des Typs BL 9.2 inch gun Mk IX aufgestellt. Sie sollten zur Abwehr von Angriffen größerer Überwassereinheiten dienen. Bei einem Geschossgewicht von 170 kg (380 pounds) konnte eine Reichweite von 26.700 m erreicht werden. Diese Kanonen fanden ihren Platz im rechten Teil des Forts. 1906 wurde die Umrüstung auf die BL 9.2 inch gun Mk X erwogen, da die Lafettierung der Mk IX unzureichend war. Dabei sollte das linke Geschütz weiter nach Osten versetzt werden.

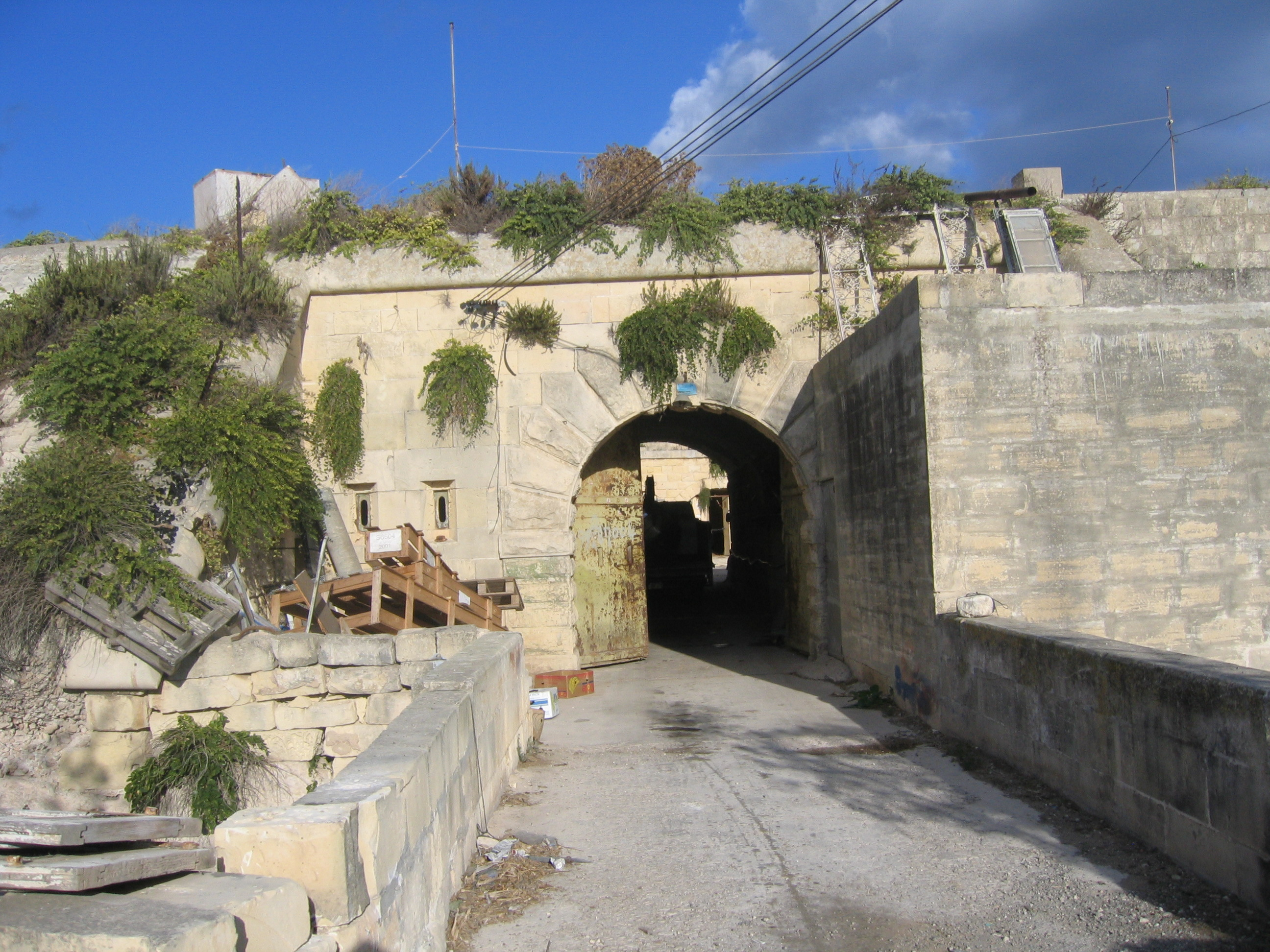
Torhaus
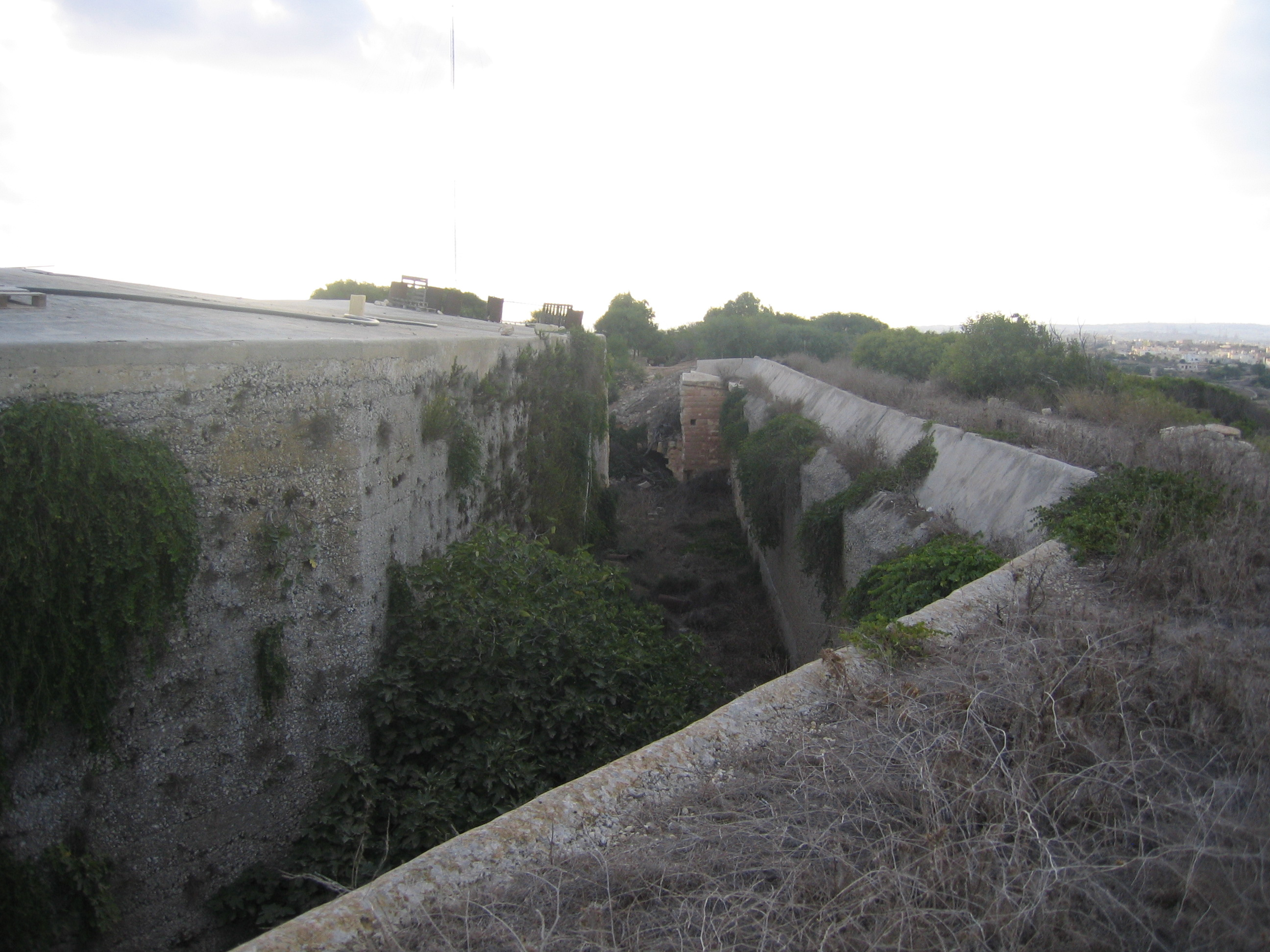
Seeseitiger Graben, im Graben die Grabenstreiche, links die mit Beton verstärkte Brustwehr
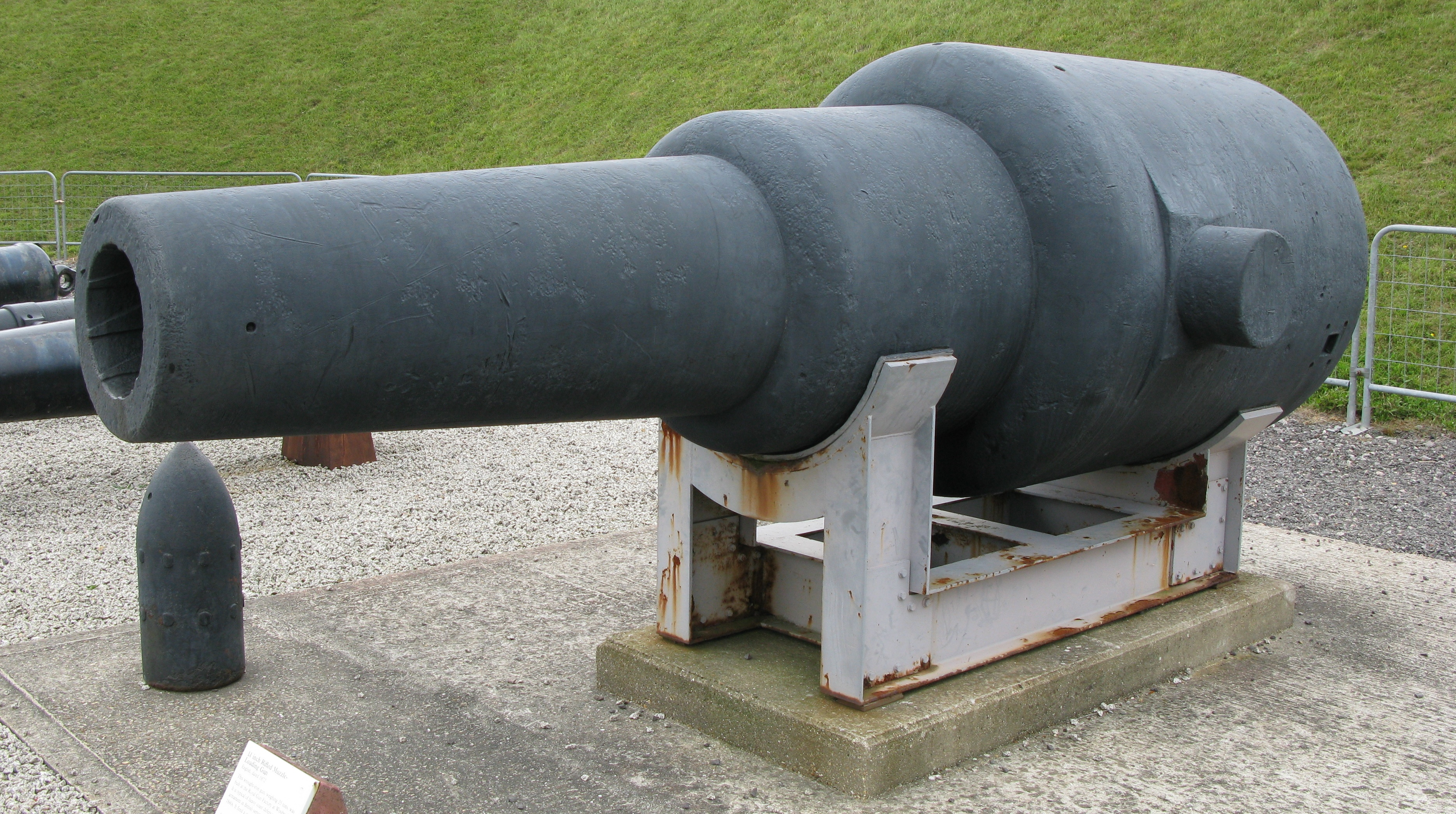
RML 11 inch gun
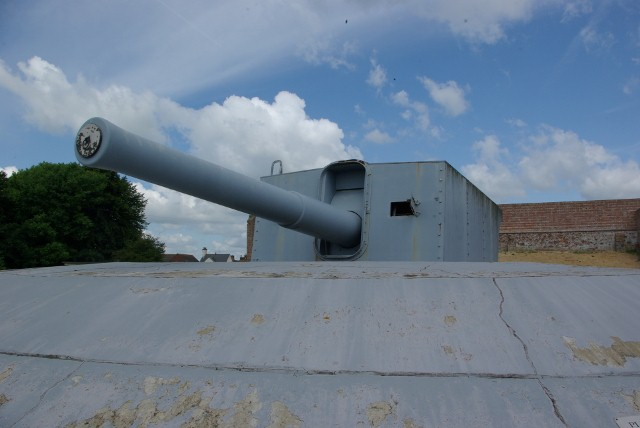
BL 9.2 inch mit Schutzschild, wie sie auch im Fort St Leonardo installiert war
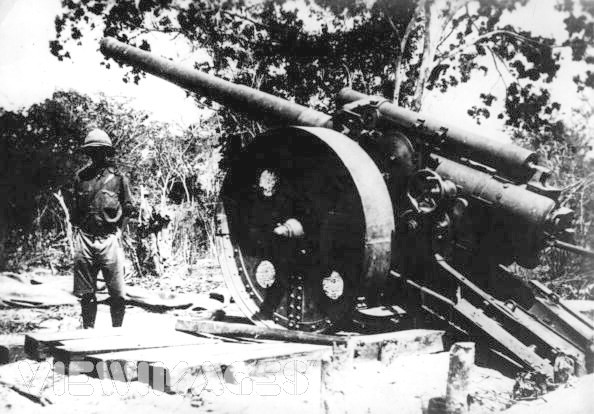
BL 4 inch Mk VII gun auf Feldlafette, wie sie nach Angaben von Quentin Hughes während des Zweiten Weltkrieges auch im Fort gelagert war

## Nutzung im Zweiten Weltkrieg
Während des Zweiten Weltkrieges war die 23. Batterie des 4. schweren Regimentes der Royal Artillery, nach anderen Angaben die 10. schwere Batterie (10th Heavy Battery) mit zwei Geschützen Typs BL 9.2 inch gun Mk X im Fort stationiert. Zusammen mit der 6" BL Mk VII Kanone war dies der am weitesten verbreitete Geschütztyp der britischen Küstenartillerie zwischen 1900 und 1950. Mit den zwei BL 9.2 inch gelang es in der Nacht vom 16. auf den 17. Mai 1942 im Zusammenwirken mit anderen Küstenbatterien den Angriff italienischer Schnellboote abzuwehren. Dabei wurde ein Boot versenkt und ein weiteres beschädigt.
Zwischen dem Fort und der Küste wurden mehrere MG-Bunker errichtet. Diese MG-Bunker weisen einen quadratischen Grundriss auf und sind im inneren zweistöckig. Die Decke aus Stahlbeton war 381 mm dick, die Seitenwände aus dem gleichen Material 254 mm. Der Zugang erfolgte durch eine Stahltür im Erdgeschoss. Die Hauptbewaffnung, im Regelfall zwei wassergekühlte Maschinengewehre vom Typ Vickers, feuerte durch diagonal gegenüberliegende Schlitze im ersten Stockwerk. Beide Stockwerke waren zusätzlich mit Schießscharten versehen, diese konnte ebenso wie die Schlitze für die MG mit Stahlblechblenden verschlossen werden. Das Feuer wurde von einem Beobachter geleitet, der seinen Platz in einem mit Sehschlitzen versehenen Türmchen auf dem Dach des Gebäudes fand. Die Besatzung bestand aus ebendiesem Beobachter und je einem Richt- und Ladeschützen für jedes MG. Diese Bunker konnten eine enorme Feuerkraft gegen abgesessene Feinde entwickeln, waren jedoch gegen gepanzerte Fahrzeuge wirkungslos. Gegen direkte Treffer schwerer Artillerie waren sie ungeschützt. Der Schutz gegen Einsatz von Kampfstoffen konnte nur durch die Gasmasken der Besatzung gesichert werden. Die Besatzung dieser Türme war in der Lage, schwachen Feind abzuweisen und stärkere Feindkräfte aufzuhalten, bedurfte dazu aber der Unterstützung durch die Küstenartillerie.

## Nutzung nach dem Zweiten Weltkrieg
Aufgrund der geänderten geostrategischen Lage Maltas und der Weiterentwicklung von Bewaffnung und Ausrüstung verlor Fort St Leonardo wie auch die anderen Küstenbefestigungen Maltas schnell an Wert und wurde aufgegeben. Gegenwärtig befindet sich im Fort ein landwirtschaftlicher Betrieb. Größtenteils ist das Fort jedoch im Originalzustand erhalten.
Die ursprünglich verwendeten 11-inch-Kanonen sind derzeit im Fort Mosta ausgestellt.